# Lasioglossum phoenicurum
Lasioglossum phoenicurum är en biart som först beskrevs av Warncke 1975.  Lasioglossum phoenicurum ingår i släktet smalbin, och familjen vägbin. Inga underarter finns listade i Catalogue of Life.